# Mycocalia arundinacea
Mycocalia arundinacea är en svampart som först beskrevs av Josef Velenovský, och fick sitt nu gällande namn av J.T. Palmer 1961. Mycocalia arundinacea ingår i släktet Mycocalia och familjen Agaricaceae.   Inga underarter finns listade i Catalogue of Life.